# Jávor utca
A Jávor utca Budapest XIV. kerületének egyik mellékutcája. Az Ajtósi Dürer sor és a Thököly út között húzódik.

## Története
1879-ben kapta a Jávor utca nevet, ekkor a VII. kerülethez tartozott. 1935. június 15-én az újonnan létrehozott XIV. kerület része lett. 1968 és 1990 között Szántó Béla (1881–1951) kommunista politikus nevét viselte.  Az Ajtósi Dürer sor és a Thököly út között húzódó utca Istvánmező városrészhez tartozik.

### Híres lakói
- Andrássy Ilona (1917–1990) grófnő, vöröskeresztes ápolónő, laboratóriumi munkatárs (8.)
- Hegedűs Ármin (1869–1945) építész (11/a)
- Jónás Károly (1853–1937) gondok, író (5/a)
- Tornai Gyula (1861–1928) festőművész (5/b)

## Épületei
5/a – Villa
1915–16-ban épült Bálint Zoltán és Jámbor Lajos tervei alapján. Építtetője Jónás Károly (1853–1937) a Magyar Tudományos Akadémia gondnoka volt. Az 1920-as években már bérházként működött. 1970-ben az MTK sportegyesület székháza lett. Az 1990-es évektől ismét magántulajdonba került.
5/b – Villa
1907-ben épült villa  Hegedűs Ármin tervei alapján Tornai Gyula (1861–1928) festőművész számára.
11/a – Villa
Az 1906-ban épült villa Hegedűs Ármin saját tervezésű háza.
13. – Villa
Az 1930-as években épült bauhaus villa Komor János tervei alapján, amelyben az 1990-es években Irak nagykövetsége működött az épületben.